# Дятел-коротун
Дя́тел-короту́н (Meiglyptes) — рід дятлоподібних птахів родини дятлових (Picidae). Представники цього роду мешкають в Південно-Східній Азії.

## Опис
Дятли-коротуни — невеликі дятли, середня довжина яких становить 17-22 см, а вага 31-64 г. Вони мають водносно невеликі голови, тонкі шиї і короткі хвости. Їхні дзьоби відносно довгі, загострені, вузькі біля основи, ніздрі частково прикриті пір'ям. Четвертий палець направлений назад. Дятли-коротуни мають переважно строкате, коричнево-чорно-біле забарвлення. Їм притаманний статевий диморфізм: у самців під дзьобом є червоні "вуса" або плями, відсутні у самиць. Дятли-коротуни живуть в тропічних лісах, живляться мурахами, термітами та іншими комахами.

## Види
Виділяють три види:
- Дятел-коротун смугастокрилий (Meiglyptes tristis)
- Дятел-коротун чорний (Meiglyptes jugularis)
- Дятел-коротун бурий (Meiglyptes tukki)

## Етимологія
Наукова назва роду Meiglyptes походить від сполучення слів дав.-гр. μειων — менший і γλυπτης — різьбяр.